# Fitra
Fitra of fitrah (Arabisch: فطرة) is de menselijke natuur, zoals God die volgens de islam in morele en religieuze zin bedoeld heeft. Hierbij gaat men uit van een bepaald besef van goed en kwaad, het geweten. Moslims nemen aan dat kinderen met de aanleg voor deze gave zijn geboren. De islam gaat er dus van uit dat een kind is geneigd tot het goede, in tegenstelling tot bijvoorbeeld het concept van de christelijke erfzonde.
Het woord ‘fitra’ komt veertien keer voor in de Koran, maar is als concept gefundeerd op soera De Byzantijnen 30:
Daarom, richt uw aangezicht oprecht tot de (ware) godsdienst, overeenkomstig de natuur naar welke God de mensen heeft geschapen. De schepping van God kent geen verandering. Dat is het ware geloof. Maar de meeste mensen weten het niet.
Binnen de islam wordt door de fitra aangenomen dat ieder kind als moslim wordt geboren, waarbij wordt aangenomen dat het de natuurlijke religie is die God de Schepper voor de mensheid bedoeld heeft. Dit heeft tot gevolg dat men zich niet kan ‘bekeren’ tot de islam, maar dat men tot inkeer komt, berouw toont en zodoende terugkeert tot God. Dit houdt niet in dat het jodendom en het christendom dus verworpen worden; immers gaat het om de aanbidding van God, maar de islam ziet zich wel als de vervolmaking hiervan. Door te kiezen voor de islam behoort men tot de oemma.
De aanname dat ieder kind als moslim wordt geboren, komt voort uit de opvattingen over de Schepping. In de tijd die balaa (nog vóór de daadwerkelijke Schepping van de wereld) wordt genoemd, schiep God de zielen. Hij vroeg de geschapen zielen: Ben ik niet jullie Heer? Hierop hebben alle zielen van alle mensen geantwoord: Jazeker, dat bent U. Hierdoor zou dus ieder geboren kind moslim zijn.